# Mariä Himmelfahrt (Pörndorf)

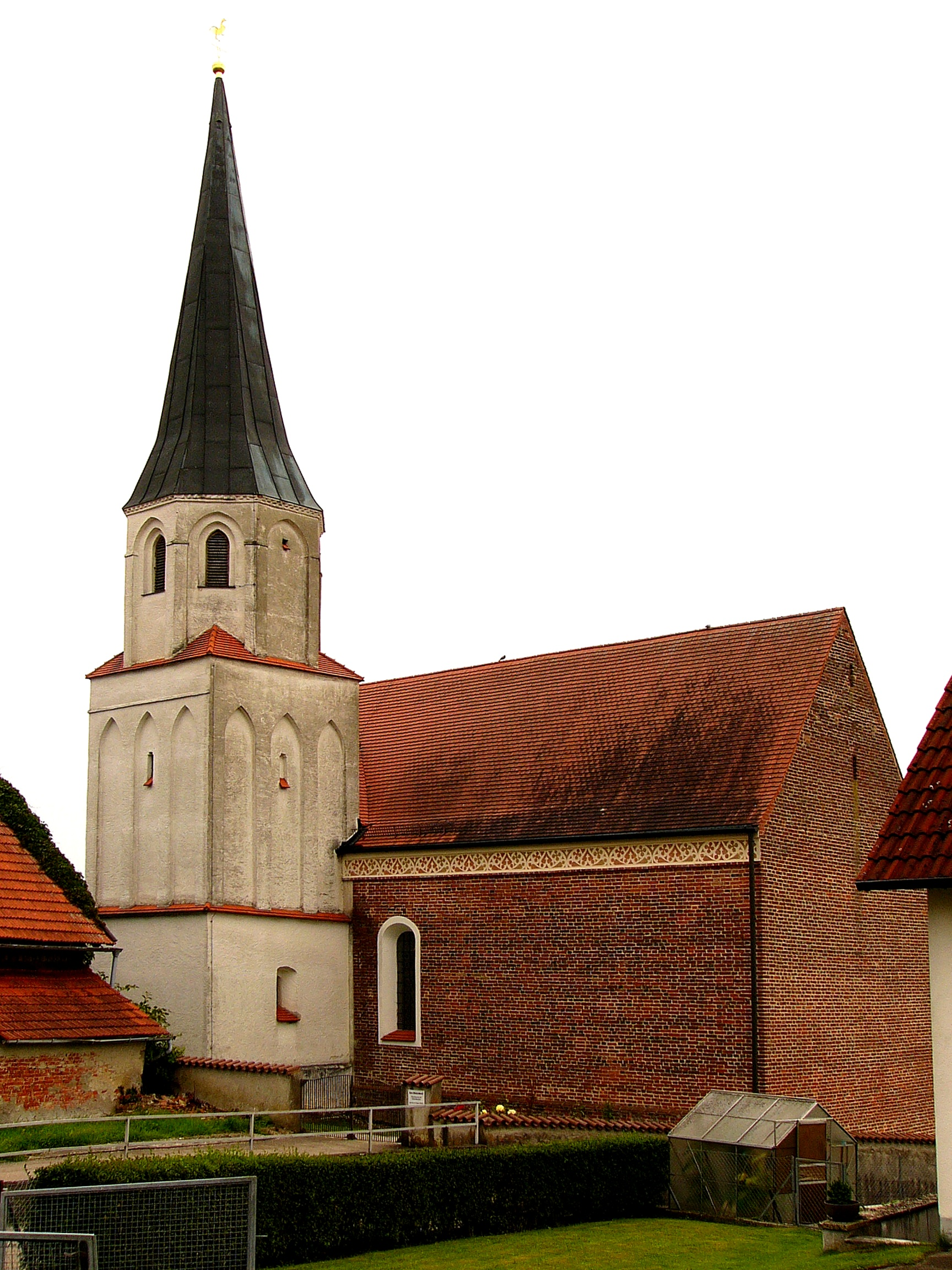
Außenansicht der Filialkirche Mariä Himmelfahrt von Nordwesten

Die römisch-katholische Filialkirche Mariä Himmelfahrt in Pörndorf, einem Ortsteil der Gemeinde Bruckberg im niederbayerischen Landkreis Landshut, ist eine spätgotische Saalkirche, die im ausgehenden 15. Jahrhundert erbaut wurde. Gemäß einer Inschrift wurde im Jahre 1663 ein barocker Umbau ausgeführt. Das Gotteshaus ist als Baudenkmal mit der Nummer D-2-74-194-19 beim Bayerischen Landesamt für Denkmalpflege eingetragen. Pörndorf ist als Filiale der Pfarrkuratie St. Stephan in Attenhausen zugeordnet, die wiederum dem Pfarrverband Bruckberg-Gündlkofen angehört.

## Architektur

### Außenbau
Die nach Osten ausgerichtete Saalkirche umfasst einen nur um die Mauerstärke eingezogenen Chor mit zwei Jochen und Schluss in drei Achteckseiten sowie ein Langhaus mit vier Jochen, die unter einem gemeinsamen Satteldach vereinigt sind. Das Äußere des unverputzten Backsteinbaus wird durch Dreieckslisenen und den für die Landshuter Bauhütte typischen Dachfries gegliedert. Während der Chor noch original spätgotische, spitzbogige Fensteröffnungen enthält, wurden diese im Langhaus barock ausgerundet. Charakteristisch ist der gedrungen wirkende, verputzte Chorflankenturm, der nördlich am Chor angebaut ist. In dessen quadratischem Untergeschoss ist die Sakristei untergebracht. Darüber befindet sich ein weiteres, ungleich höheres quadratisches Geschoss, das mit Spitzbogenblenden verziert ist. Der achteckige Oberbau wird ebenfalls von Spitzbogenblenden aufgelockert, die teilweise spitzbogige Schallöffnungen enthalten. Den oberen Abschluss bildet ein achtseitiger Spitzhelm mit Kugel und Kreuz. Am westlichen Langhausjoch ist südlich eine offene Vorhalle angebaut, die den einzigen Zugang zum Kircheninneren, ein spitzbogiges, beidseits gefastes Portal, enthält.

### Innenraum
Chor und Langhaus werden von einem spätgotischen Rippengewölbe überspannt, das auf schwachen, gefasten Wandpfeilern und entsprechenden, spitzen Schildbögen ruht. Das Gewölbe im Chor weist eine sternförmige, das im Langhaus eine netzartige Figuration auf. Die birnstabförmigen Rippen entspringen dabei aus halbrunden Diensten mit profilierten Kapitellen, die den Wandpfeilern vorgelegt sind. Sie laufen auf runde Schlusssteine zu, die im Langhaus mit halbrunden Wappenschilden belegt sind. Den Übergang zwischen Chor und Langhaus vermittelt ein spitzer Chorbogen, der beidseits gestuft und gefast ist.
Die Sakristei wird von einem Kreuzrippengewölbe mit rundem Schlussstein überspannt, das auf einfachen Spitzkonsolen ruht. In der Vorhalle befindet sich ein Netzrippengewölbe auf profilierten Eckkonsolen.

## Ausstattung
Die drei Altäre sind barock. Ihre Aufbauten werden von je zwei weinlaubumrankten Säulen getragen. Sie dürften in der zweiten Hälfte des 17. Jahrhunderts entstanden sein. Laut einer Inschrift über der Sakristeitüre im Chor wurden sie 1708 geweiht. Der Hochaltar enthält anstelle eines Altarblatts eine barocke Holzfigurengruppe der Krönung Mariens. Unter Voluten sind lebensgroße Seitenfiguren der Heiligen Katharina und Barbara angeordnet. Auch die Seitenaltäre enthalten anstelle der Altarblätter barocke Figuren: am südlichen Seitenaltar die heilige Barbara, am nördlichen Seitenaltar den heiligen Markus. Außerdem befindet sich am nördlichen Seitenaltar eine spätgotische, bemalte Holzfigur der heiligen Maria aus der Zeit um 1450. Die sitzende Madonna trägt auf dem linken Schoß das nackte Jesuskind, dem sie mit der Rechten einen Apfel reicht.
Die klassizistische Kanzel wurde Ende des 18. Jahrhunderts geschaffen. An der Nordwand im Chor befindet sich ein barockes Ölgemälde der heiligen Barbara, die mit Engeln vor Gewölk dargestellt ist.

### Orgel
Die Orgel wurde 2005 von der Firma Frenger & Eder aus Bruckmühl erbaut. Das Schleifladeninstrument mit mechanischen Spiel- und Registertrakturen umfasst insgesamt dreizehn Register auf zwei Manualen und Pedal. Die Disposition lautet wie folgt:
| I Hauptwerk C–g3 |           |       |
| 1.               | Principal | 8′    |
| 2.               | Gedeckt   | 8′    |
| 3.               | Oktave    | 4′    |
| 4.               | Dobulette | 2′    |
| 5.               | Mixtur    | 1 ⁄3′ |

| II Nebenwerk C–g3 |               |        |
| 06.               | Gamba         | 8′     |
| 07.               | Rohrflöte     | 8′     |
| 08.               | Traversflöte0 | 4′     |
| 09.               | Waldflöte     | 2′     |
| 10.               | Quinte        | 2 ⁄3′  |
| 11.               | Terz          | 1 3⁄5′ |

| Pedal C–f1 |             |     |
| 12.        | Subbass     | 16′ |
| 13.        | Gedecktbass | 08′ |

Vorgängerinstrumente wurden 1930 von Michael Weise aus Plattling und 1966 von Ludwig Wastlhuber aus Mößling geschaffen. Letztere besaß mechanisch angesteuerte Schleifladen. Ihre Disposition lautete wie folgt:
| I Manual C–g3 |            |    |
| 1.            | Gedackt    | 8′ |
| 2.            | Prästant   | 4′ |
| 3.            | Mixtur III | 2′ |

| II Manual C–g3 |            |    |
| 4.             | Rohrflöte  | 8′ |
| 5.             | Nachthorn0 | 4′ |
| 6.             | Principal  | 2′ |

| Pedal C–f1 |            |     |
| 7.         | Subbaß     | 16′ |
| 8.         | Rohrpommer | 08′ |

### Glocken
Im Turm befinden sich drei Kirchenglocken aus Bronze in einem eisernen Glockenstuhl. Die mittlere Glocke wurde im Jahr 1693 von Johann Heinrich Holtz in Landshut gegossen. Die beiden anderen Glocken ersetzten nach dem Zweiten Weltkrieg eine gotische Glocke, die noch aus der Erbauungszeit der Kirche stammte. Sie wurden 1947 von der Glockengießerei Johann Hahn in Landshut gegossen. Die beiden kleineren Glocken besitzen beide denselben Schlagton es″. 
Die Glocken im Einzelnen:
| Glocke | Gussjahr | Gießer                          | Durchmesser | Schlagton | Inschrift                                                                   |
| ------ | -------- | ------------------------------- | ----------- | --------- | --------------------------------------------------------------------------- |
| 1      | 1947     | Johann Hahn, Landshut           | 700 mm      | c″        |                                                                             |
| 2      | 1693     | Johann Heinrich Holtz, Landshut | 660 mm      | es″       | ANNO · 1693 · GOSS · MICH · IOHANN · HEINRICH · HOLTZ · IN · LANDTS · HVEDT |
| 3      | 1947     | Johann Hahn, Landshut           | 590 mm      | es″       |                                                                             |